# Jimmie Vaughan
Jimmie Vaughan, właśc. James Lawrence Vaughan (ur. 20 marca 1951 w Dallas) – amerykański gitarzysta i wokalista bluesowy. Licznie nagradzany przedstawiciel bluesa teksańskiego. Starszy brat Steviego Raya Vaughana.
Zainspirowany takimi muzykami jak Freddie King, Albert King i B.B. King stworzył własny rozpoznawalny styl gry. W 1974 wraz z Kimem Wilsonem założył zespół Fabulous Thunderbirds. Ich albumy nagrane w latach 1979–1983 były bardzo znaczącymi nagraniami dla "białego bluesa". Mimo tego nie sprzedawały się dobrze a zespół miał problemy z podpisaniem nowego kontraktu.
Fabulous Thunderbirds ponownie zaczęło nagrywać płyty w 1986 roku. Były to jednak nagrania bardziej komercyjne i Jimmie Vaughan odszedł z zespołu w 1989. W tym samym roku wraz z młodszym bratem jako Vaughan Brothers zarejestrował płytę Family Style. Stevie Ray Vaughan zginął w wypadku helikopterem na krótko przed premierą płyty w sierpniu 1990 roku.
W 1994 Jimmie Vaughan nagrał pierwszą solową płytę Strange Pleasure, która zawierała piosenkę "Six Strings Down" dedykowaną nieżyjącemu bratu. Jimmie kontynuuje solową karierę do dziś, głównie sam pisząc wszystkie utwory.

## Dyskografia
Z Fabulous Thunderbirds
- The Fabulous Thunderbirds (1979)
- What's the Word (1980)
- Butt Rockin' (1981)
- T-Bird Rhythm (1982)
- Tuff Enuff (1986)
- Out of the blue (1987)
- Powerful Stuff (1989)

Vaughan Brothers
- Family Style (1990)

Kariera solowa
- Strange Pleasure (1994)
- Out There (1998)
- Do You Get the Blues? (2001)
- Plays Blues, Ballads & Favorites (2010)
- Plays More Blues, Ballads & Favorites (2011)